# Spedizione Doudard de Lagrée-Garnier

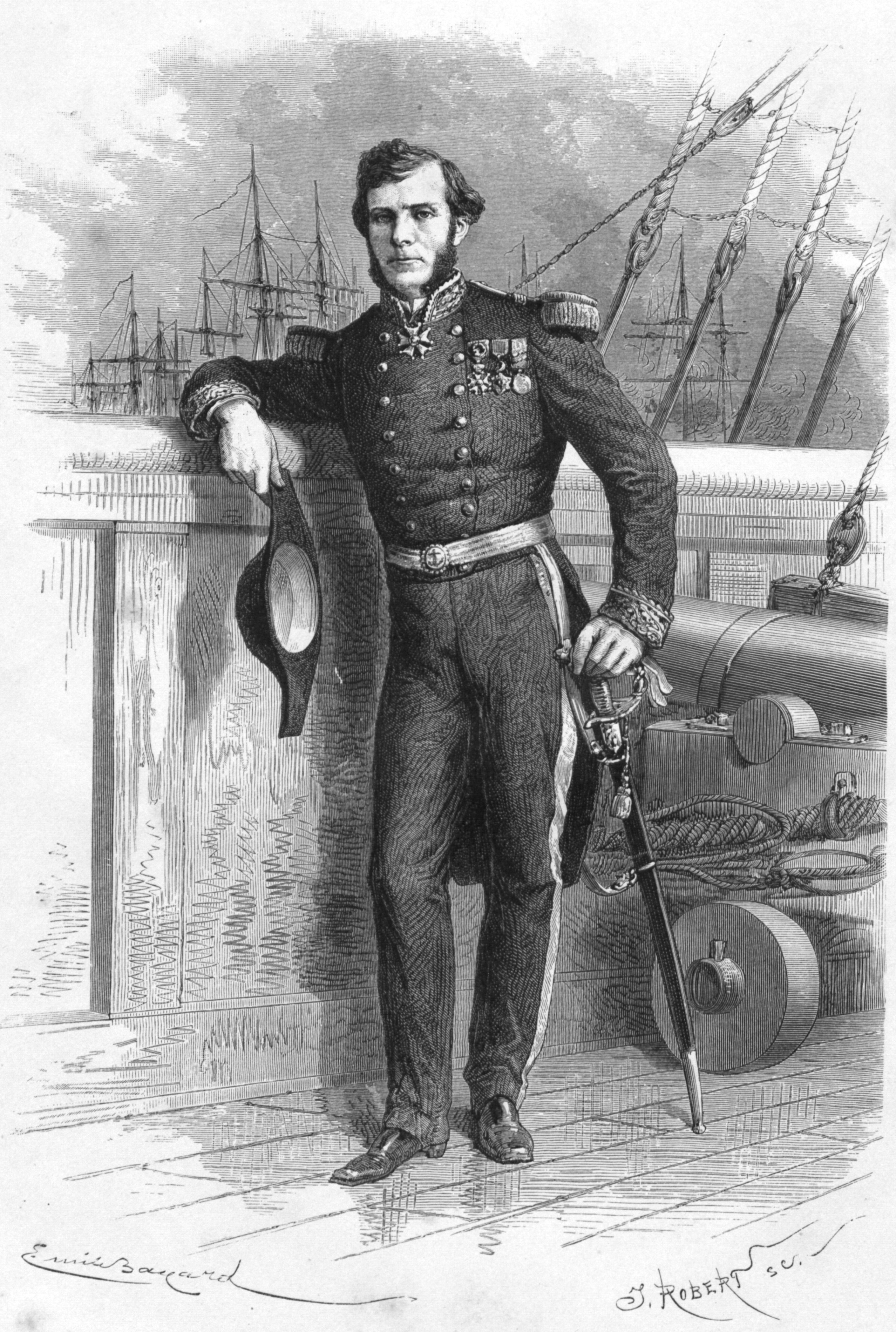
Ernest Doudard de Lagrée

La spedizione Doudard de Lagrée-Garnier fu una missione esplorativa condotta lungo il fiume Mekong guidata dal capitano Ernest Doudard de Lagrée per conto delle autorità coloniali francesi della Cocincina tra il 1866 e il 1868. Il suo obiettivo principale era quello di fornire, oltre a documentazione scientifica e cartografica, un giudizio circa la reale navigabilità del fiume; l'intento dei francesi era infatti quello di utilizzare il fiume come via commerciale tra la regione del delta dove si trovava il porto di Saigon e le ricchezze del Siam settentrionale e della Cina meridionale. In questo speravano difatti di rendere Saigon un prospero centro portuale e commerciale così come lo era Sciangai, situata alla foce del fiume Giallo, per i britannici.
Gli obiettivi politici della missione erano fortemente influenzati delle rivalità geopolitiche tra la Gran Bretagna e la Francia del XIX secolo, e in particolare furono dettati dalla volontà di consolidare ed espandere i possedimenti coloniali francesi in Estremo Oriente, di contenere la colonia inglese dell’Alta Birmania e di evitare interferenze economiche britanniche nel Sudest asiatico.